# 我国将来の建築様式を如何にすべきや

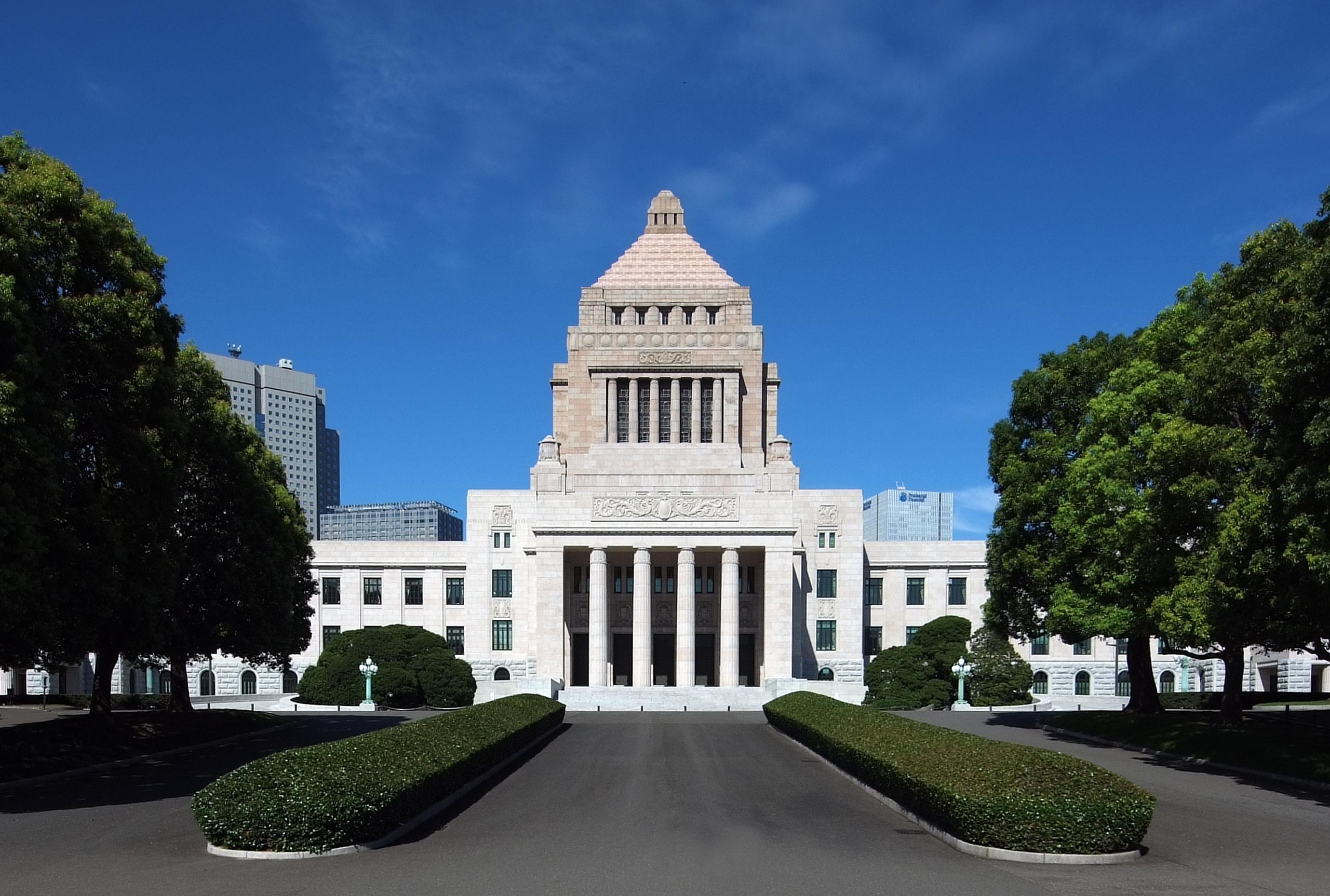
国会議事堂

我国将来の建築様式を如何にすべきや（わがくにしょうらいのけんちくようしきをいかにすべきや）は、1910年（明治43年）、日本の「建築学会」（現：日本建築学会）が2度にわたり主催した討論会である。その議題から「様式論争」とも呼ばれる。
建築学会が発足して以来はじめての討論会であるこの論争は、帝国議会議事堂建設のためのコンペティションを実現させるためのロビー活動の一環としておこなわれたものである。議院建築の様式にふさわしい「国民的様式」とはいかなるものかという問題をひとつの切り口としつつ、よりひろく日本建築の将来について論じることがその目的であった。2回の討論会にはいずれも100人を超える人員が集まり、喧々囂々の議論がおこなわれた。しかし、結果的に議論は「意見発表会」の域を出ないものとなり、学会としてのまとまった結論を見出すことはできなかった。また、のちに建造されることとなる議事堂建築に、こうした議論が生かされることもなく、同討論会は当初の目的を果たすという意味においてはまったく失敗したものであった。
一方で、様式論争でかわされた議論は、当時の建築界の思想思潮をつよく反映するものであり、日本建築史においては「ただ西洋を模倣するのみにとどまっていた日本の建築家が『建築論』を志向しはじめた時代の象徴的出来事」として評価されている。

## 背景
五十嵐太郎はこの論争について「現在から見ると、『国家』と『様式』がダイレクトに連結して語られていることが驚きだろう。また意匠と歴史が、問題構成として連続していることも注目すべきだ」と論じる。こうした議題が成立した時代背景を、五十嵐は日本に国家意識が芽生えた19世紀後半が、建築史的には歴史主義建築（様式建築）の時代と重なっていたことに求める。この節では、討論会がおこなわれるに至るまでの日本の近代建築史について、論争の直接的な契機である帝国議会議事堂の建設に関する事項を中心に概説する。

### 仮議事堂の建設と本議事堂設立の建議
1881年（明治14年）、明治天皇は国会開設の勅諭を出し、1890年（明治23年）に帝国議会が開設されることが決定した。井上馨は1886年（明治19年）、首都改造計画である官庁集中計画を主導し、その一環としてヘルマン・エンデとヴィルヘルム・ベックマンに国会議事堂を設計させた。彼らはネオバロック様式の1案を提出するも、当初想定されていた外壁の切石調達が疑問視されたこと、日本在住の西洋人が和風建築との調和を訴えたこと、また、エンデとベックマン自身が来日して日光・奈良・京都を巡ったことで、1案の骨格を変えずに表面の意匠を和風にする2案が再提出された。しかし、1887年（明治20年）に発案者である井上が失脚したため、官庁集中計画は立ち消えとなり、この国会議事堂案も実現することはなかった。
議会開設の期日に間に合わせるため建設された仮議事堂は、アドルフ・シュテークミュラー（Adolph Stegmüller）と吉井茂則により設計された。これはエンデ＆ベックマン事務所が計画した仮議事堂案を原型とするもので、1890年（明治23年）11月24日に竣工した。第1回帝国議会は議事堂の完成直後である同年11月29日に開会することとなる。しかし、完成からわずか2か月後の1891年（明治24年）1月20日未明、漏電により初代仮議事堂は全焼し、初代焼失の9ヶ月後にあたる、1891年（明治24年）10月に2代仮議事堂が再建される。この建物の設計には吉井とドイツ人技師のオスカール・チーツェ（Oscar Tietze）が携わり、初代には存在しなかった貴族院・衆議院直通の玄関が造られた。
大日本帝国憲法起草者のひとりであり、1889年（明治22年）7月から翌年6月まで西洋諸国で各国の議会を視察した金子堅太郎は、1891年（明治24年）、『議院建築意見』を発表する。さらに、1895年（明治28年）の日清戦争勝利は、本議事堂を建築する気運を盛り上がらせた。政府は1897年（明治30年）、内務省に議院建築計画調査委員会を設ける。また、1899年（明治32年）2月には衆議院より議院建築調査会開設の建議が通過し、内務省の一機関ではない本格的組織としての議院建築調査会が発足する。この調査会には吉井に加え、辰野金吾と妻木頼黄が参加した。しかし、日清戦争の戦後経営に多額の国費がかさんだため、建設費用が議会を通らず、この計画は頓挫した。
日埜直彦は、日本における初期の西洋建築の導入が、「不平等条約改正の文脈上で、日本が欧米と同等の文明国であることを示し、対等な外交関係を結ぶべき国であると認識させる手段として」、ある種オリエンタリズムを内面化した形でおこなわれたものであることを指摘する。議事堂をふくむ官庁建築のためベックマンとエンデが招聘されたことからもわかるように、明治初期の日本においてこうした建築の設計はお雇い外国人にまかせられた。しかし、本議事堂の建設が遅れるなか、日本でも1879年（明治12年）卒業の工部大学校第1期生である辰野らを筆頭に、日本人建築家の育成が進み、こうしたお雇い外国人は日本人技師に置き換えられていった。日本人による様式建築は急速に進歩し、1909年（明治42年）には辰野らが「議院建築の方法に就て」（後述）において「輪奐の美を竭せる大建築」と称賛した片山東熊の赤坂離宮が完成する。このようにして、明治後期までに日本の様式建築は一定の水準に達し、工部大学校から最初の卒業生が輩出されてから30年ほどで、日本国内にはモニュメンタルな建築が次々と建造された。
こうした時代の流れのなか、日本の建築界においては西洋建築を日本の現実にいかにすり合わせるかが新たな問題として提起されるようになった。その嚆矢となったのは伊東忠太が1893年（明治26年）に発表した『法隆寺建築論』である。同稿において、伊東は法隆寺が世界最古の木造建築であり、そのプロポーションや、中門のエンタシス様の柱がギリシア建築に由来するものであると論じた。伊東の研究は、日本の伝統建築を西洋古典建築の文脈に関連させながら位置づけることに成功し、このことは様式建築の規範に沿いながら「日本的」な建築を築くことを可能にした。この時代の空気感のなかで、長野宇平治はハーフティンバー様式を原型とする和洋折衷建築である奈良県庁（1895年・明治28年）を建設した。
五十嵐は、1895年の日清戦争、1905年（明治38年）の日露戦争勝利を通して、日本が西洋列強に並ぶ地位を得るに至り、もはや外来の意匠に追従する必要はないという考えが浸透したことが、様式論争に至る思想潮流に影響していると論じた。日埜は、こうした状況下、西洋建築の必要性それ自体が問われるなかで、近代日本にふさわしい建築を見出そうとする当時の思想のことを「ナショナル・ロマンティシズム」と呼称した。

### コンペティションに向けての活動
日露戦争後の1908年（明治41年）、議会で議院建築の予算が可決され、大蔵省に臨時建築部が設置される。また、1910年（明治43年）にはこの組織の下に議院建築準備委員会がつくられる。臨時建築部長に任じられた妻木は、「優れた案を得るには優れた建築家の応募が必要であるが、もっとも優れた建築家は審査員とならねばならない」という理由から、議事堂の意匠設計はコンペティションではなく、権威者の合議によって決めるべきであると主張したが、これは強い反発を招いた。1908年、辰野金吾・塚本靖・伊東忠太は「議院建築の方法に就て」を発表し、コンペティションの実施を求めた。稲垣栄三は、この文面に、過去2回の国会議事堂造営のときにはなかった自信を読み取ることができると論じている。
世界の文明国において、国会議事堂ほど重要な建築は存在しない。我が国も欧米諸国のような、立派な議事堂をつくる機が熟している。その形式、手法、構造、装飾は、国民の知識と技術の最高の成果を集め、世界に我々の威光を示すにふさわしいものでなければならない。このような性質の建造物を、ひとりの建築家に任せるべきか、多くの建築家から考案を募るべきか、ここに議論の余地はないだろう。

現在欧米においては、特に重要な建築は懸賞の方法で考えを募ることが一般的である。我々は当局が我が国の議院建築においても、そうした方式を取ることを信じているが、それには若干の疑いもある。大蔵省は議院建築調査のための予算を提出し、事務官と技術官を欧米に派遣するという。しかし、先年の議院建築調査会が調査し終えたものをさらに調査することになにの意味があるというのだろうか。帝国議会議院は我が帝国の議院である。我が国で将来起こりうる、建築に開する諸問題を国内で研究することを放棄し、海外視察とはどういう考えなのだろうか。このように本末を転倒し、緩急を誤る措置をとるならば、議院建築設計の方針が誤ったものにならないことは難しい。したがって、前述の意見を何度も繰り返し、当局者に熟考を促す必要がある。

当局者はまだ建築学の進歩状況を詳しく把握しておらず、この重大な建築の意匠案を提供するような建築家がいないと考えているかもしれない。これは大きな誤解である。日本には今や多くの優れた建築家が存在し、その技量は西洋にも劣らない。赤坂離宮を見ればわかるよう、我々日本の建築家は、どのような大工事でも難なく計画し、達成する実力を持っている。このような知識・経験を有する我々建築家から設計案を募集し、その中から優れたものを選び出し、適切に採用すれば、その成果は間違いなく完璧に近いものとなるだろう。これはひとりの建築家に任せたときの成果とは比べるべくもないもので、当局者が我々の権利と義務を蹂躙したとなれば、この時節において大変に好ましくないことである。ここに、議院建築設計を一個人に委任すべきではなく、懸賞募集が最も適切である理由を述べ、世間の賛成を請いたい。—辰野金吾・塚本靖・伊東忠太、議院建築の方法に就て (要約)
この議論がうまれた背景には、辰野らイギリス留学者と、妻木らドイツ留学者の対立がある。官庁集中計画に際してドイツに留学した妻木らは、計画中止時点ですでに起工済みであった裁判所・司法省を造営するため中央官庁にとどまり、ここを拠点に海軍省・大蔵省といった官庁建築を次々と建築している。妻木は1899年（明治32年）、明治政府の中枢というべき内務省・大蔵省の技師を任じられ、官庁建築の権利を掌握する。こうした状況に対し、建築家の自律性を重んじる辰野らイギリス派は強く反発した。辰野は、自らが会長を務める建築学会を拠点とし、ジャーナリストに働きかけ、妻木が国会議事堂計画をほしいままにすることを阻止しようとした。
こうしたコンペティション実現に向けた活動の一環として、「我国将来の建築様式を如何にすべきや」は開催されることとなった。議院建築の様式をどうすべきかという問題をひとつの切り口としつつ、よりひろく日本建築の将来について論じることがその目的であった。

## 第1回討論会

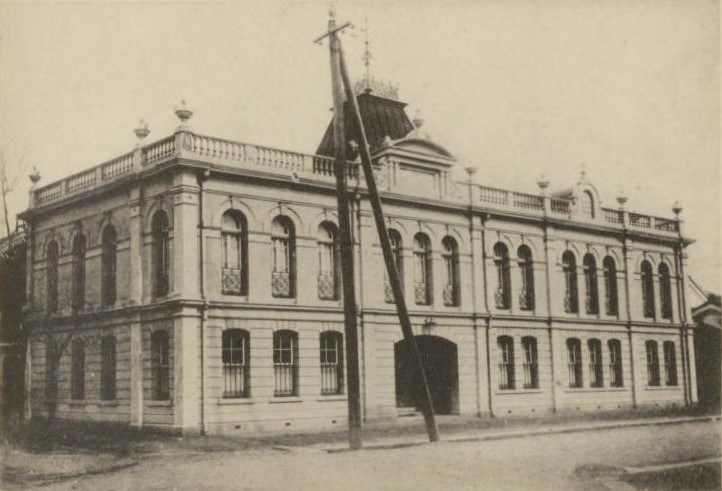
東京地学協会会館。討論会の開催場所となった。

第1回討論会は、1910年（明治43年）5月30日午後6時から10時まで、東京地学協会で開催された。司会は建築学会会長の辰野金吾がつとめ、4人の主論者（三橋四郎・関野貞・長野宇平治・伊東忠太）が自説を述べ、それに対する賛否の意見を他の参加者が受けるという形式でおこなわれた。主論者4人と正会員25人のほか、討論会には170人が参加した。開会後、会場はすぐに満員となり、やむなく多数の出席者が入場を謝絶されることとなった。

### 主論

#### 三橋四郎

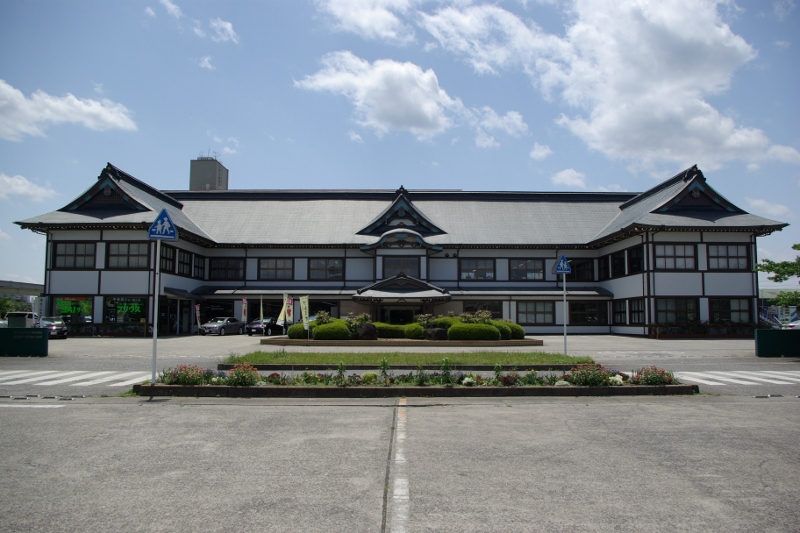
日本勧業銀行。三橋は、同建築を「日本趣味が六分で、西洋趣味が四分である」と評する。

三橋四郎は1867年（慶応3年）生まれ、1893年（明治26年）に帝国大学造家学科を卒業し、逓信省技師などを経ながら、討論会開催当時は建築家として活動していた。
三橋は日本にふさわしい建築として和洋折衷様式を唱えた。三橋は西洋において近年流行っているアール・ヌーヴォー建築やセセッションには日本建築の影響があるのではないかと論じ、日本趣味は捨てるべからざるものであると述べる。ここで、三橋は「純日本式でもなく、純西洋式でもなく、詔はゆる日本の長所と西洋の長所を探った所の一つの折衷式」こそが将来の様式としてふさわしいと主張し、現在の日本においても「その意味に幾分か適ったもの」があるとして、いくつかの建造物を紹介した。

#### 関野貞
関野貞は1868年（慶応3年12月）生まれ、1895年（明治28年）に帝国大学造家学科を卒業した。奈良県技師を経て、1901年（明治34年）より母校で教鞭をとった。1908年（明治41年）に『平城京及大内裏考』で工学博士号を取得する。
議論の前提として、関野は「将来」を「明治時代を代表すべき立派な『スタイル』が出来るとき」と定義し、その対象を公共建築のみに絞ったのち、構造としては石・煉瓦造が好ましいと論じた。また、関野は、新様式が定まる条件として、地勢や気候、建築材料、慣習、従来の様式、外国の様式の影響、そして時代の思潮や国民の時代思潮などが重要な要素となると述べた。関野は、国民の趣味が近年いちじるしく変動していることから、和風建築は国民的様式としてふさわしくないが、一方で、日本人の精神が完全に西洋化したわけではない以上、西洋の様式をそのまま持ってきても発達の見込みはないだろうとした。
関野は新様式創立の手段として、「①日本様式を本位としつつ、西洋建築の手法を溶け込ませるアプローチ」「②西洋建築を本位としつつ、日本建築の手法を溶け込ませるアプローチ」「③日本でもなく西洋でもない、まったく新しい様式を考案するアプローチ」の3つが存在すると論じ、「これまでの日本建築にあらわれた趣味精神をどこまでも土台にして」「これまで人間の拵えてきたものを土台にして、その上一歩進んだ新様式を建設する」ことこそがもっとも魅力的な手段であるという自説を述べた。

#### 長野宇平治

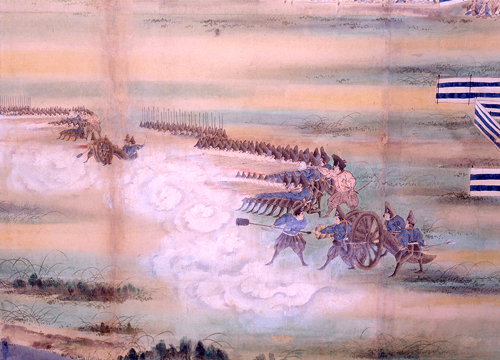
『砲術稽古業見分之図』（天保12年）。長野は、西洋建築と日本建築を混交しようとする考えを、笠をかぶり鉄砲を持つかつての日本兵に例えた。

長野宇平治は1867年（慶応3年）生まれ、1893年（明治26年）に帝国大学造家学科を卒業。奈良県技師を経て1900年（明治33年）より日本銀行技師長を務める。
長野は、各国の様式がさまざまであったのは西洋各地域の交流が不十分であったためと論じ、「世界を一周するのにも僅かの月数で一周ができる、また世界の物を見、世界の物を取り寄せることでもなんでもないことになってくる」現在において、西洋建築様式は画一化しており、日本もその流れに乗るべきであると主張する。
また、明治維新後急速にさまざまな西洋文化を取り入れた日本が独立性を失っているかといえばそうではないと述べ、中途半端に西洋建築と日本建築を折衷させようとする考えを「もうすでに時代に後れている考え」であるとして否定し、これを「帽子の代りに韮山笠を被つて、筒ッポに段袋を穿いて、それから大刀を肩から吊つて、さうして鉄砲を持つて居る」かつての日本兵にたとえる。長野は西洋様式の直写こそが日本建築の進む道であるとし、日本人はそれを十分におこなうことができる力量を持っていると主張する。

#### 伊東忠太
伊東忠太は1867年（慶応3年）生まれ、1892年（明治25年）に帝国大学造家学科を卒業し、東京美術学校講師を経て1905年（明治38年）より母校の教授をつとめた。
伊東は、様式とは「国民の趣味の反映」であるとし、これを外れた新様式は決して永続するものではなく、無意味であると論じる。彼によれば「将来の建築様式をどうするか」という問題は将来の国民の趣味を予測することに等しく、「これは非常なる大天才にしてはじめて答え得べきこと」である。伊東は、将来の建築様式をして最適当にするためには古今東西の建築を十分に研究しておくこと、国民の建築に対するリテラシーを十分に発達させることが重要であるとした。伊東は自らの考えを「進化主義」であるとし、和洋折衷主義・欧式直写主義・新式創造主義は日本国民の趣味を代表すべき一様式を大成するにあたり、選ぶ経路の差でしかないと論じた。

### 議論
各主論者の主張に対し、岡本銺太郎・佐野利器・中村達太郎・松井清足・大江新太郎・岡田信一郎・酒井祐之助・古宇田實の8人が意見を述べた。

#### 岡本銺太郎
岡本は長野の意見に賛成した。岡本いわく、日本の公共建築は不燃材で建てる必要があり、この点について西洋建築は「後から追いかけても間に合わない」ほどに進歩しているという。岡本は、ゆえに日本の建築は当分の間、西洋直写を志向するべきであるが、「違った人間がやって、そうして違った気候風土に適当したものをやるとすれば、やはり西洋人のやったことを直写しても、自ら日本に『スタイル』ができていくだろう」と述べている。

#### 佐野利器
佐野は、関野の新式創造主義に賛同しつつ、現状の西洋直写式の建築が大勢を占める現状のままでは国民の美的欲求を満足させることは難しいと述べる。佐野は「建築美の本義は重量と支持との明確な力学的な表現にすぎない」とし、構造を見ずに柱や桁のプロポーションだけを論じる現代日本の建築家の目は「魔睡」しており、真の意味での建築美を欠いた建築を日本国民が評価しないのは当然のことであると批判する。
佐野は、新しい建築様式に必要な「品位を保持するのに都合がよい」様式には「シンプリシチィー」が必要であると述べ、それに付随すべき装飾は力学的表現を助長せしむるもの、建物の内容をしめすもの、そうでないならば日本人がよく知るようなものがふさわしいとし、近代西洋建築の新様式であるところのセセッション建築を評価する。

#### 中村達太郎
中村は長野の意見に反対し、たとえ交通の便がよくなったとして各国の建築の差が埋まることはないと論じた。また、中村は、日本の建築家は新しい建築様式を考案できないという考えは「ちっとなさけない」ものであり、日本の建築家は「碧眼児」に真似されるような新しい建築をつくりだせるようにしたいと述べた。中村は、このために日本の建築家ができることとして、定期的なコンペティションの開催を挙げた。彼は、1か月に小さな建物を1軒ずつ、あるいは1年に中程度の建物を1軒ずつというように、新様式考案のためのコンペティションをおこなうことで、関野のいうような新様式の創立を、より実践に近いところで進めていけるのではないかと論じた。

#### 松井清足
松井は長野の意見に賛成し、日本建築も西洋の統合しつつある建築様式に沿うべきであるとした。松井は、三橋が写真で挙げたような「蟇股や肘木を煉瓦や石の間に引き挟んだ家」は「形式の上からも構造の上からも無意味のこと」とし、佐野が言うような日本人にすでによくしられる意匠を装飾に使うことについても批判した。
松井は、現在「日本趣味」といわれる古建築は往々にして中国や朝鮮の建築を直写したものであるとし、「既にわが国民は、そういう支那の直写をして、そうして立派な今日まで遺すような建築をしたではないか」と述べる。松井は、西洋建築を直写したところで日本趣味が無くなったり日本人の気風が失われるといったことはないと言い、そうした様式は時間の経つにつれて全く日本趣味になるだろう、「現代の最も発達したる世界的様式を採って之に無形の建築上の大和魂を入れればこれで極完全な様式ができる」だろうと述べている。

#### 大江新太郎
大江は長野の意見に反対し、「国民的様式というものを、いかに拵えようと齷齪しても、それは無益なことである」とする意見を「絶望的の情けない論点」という。大江は、交通の発達が世界を狭くしたことにより、日本の建築家は「往古交通不便、科学の知識未開なる時代に費やされたがごとき長年月を費やすこと無く」西洋の様式を学ぶことが出来たといい、すでに日本において「外国と古えを学びつつあったその学修時代」はすでに完了したという。
また、新様式が一朝一夕につくられるものではないとする意見に対して、大江は古典様式を学びルネッサンス様式をつくりあげたり、尾形光琳を学びアール・ヌーヴォーをつくりあげた建築家は現にそれを成し遂げていると述べる。また、大江は開明時代に生まれた自分たちは単に西洋を模倣するのみならず、新様式をつくりあげることが可能であり、建築家は日本古来の建築様式を主髄としながら、新たな「デテール」の開拓に努力する義務があると論じる。

#### 岡田信一郎
岡田は「我国将来の建築様式を如何にすべきや」という議題に、「これは国民と大きな民衆というひとつの団体の努力の発現でありまして、建築家がこうしろと言ったところで果たしてその通りになるべきようなものではない」と疑問を呈しながらも、建築家はおのおの「将来の建築はこうなるべきである」という理想に近づく行動をすべきであると論じる。
岡田は関野の日本においても和風・洋風に依らない新様式がうまれるべきであるとする説、佐野の構造的美を有する簡明直截な建築を推奨する説におおむね同意しつつ、交通の便により世界が狭くなったことにより、欧米においても日本においてもセセッションのような建築が将来的に受け入れられるだろうと述べる。しかし、日本の将来の建築は欧米のそれとまったく同じ方向を目指すべきであるとする長野の説には否定的であり、このような討論会が開かれたことからも明らかなように西洋建築の趣味は日本人のそれと合致するものではないとする。
岡田は、建築家は和洋の建築史と日本趣味の研究をしながら「その客人の口に合い、また良好な料理法」を研究すべきであると論じた。

#### 酒井祐之助
酒井は、日本の建築の状態はアメリカにおける「コロニアル時代」のそれに類似しているとし、この時代のアメリカがさまざまな様式を引用し、まとめたことにより現在の「アメリカ様式」が生まれたと論じた。酒井は過渡期である日本の建築界は、新しい様式を見出すため、現代日本の建築家は既存の様式にとらわれることなく、「どしどしどしどし行程を進むる」のがよいと述べた。

#### 古宇田實
古宇田は関野の意見に賛成し、伊東の進化主義に対しては「私どもはもう少し早くどうにかしたいと思って煩悶の結果ここにこういう題を選んだのであります」と疑問を呈する。古宇田は兵役から戻って見た東京の風景が「非常におかしく変わって」おり、「洋風のまねそこない」の「怪物屋敷然たるもの」となっていたことに触れ、長野のいうような西洋直写式の方針では「化物のようなへんてこな」建物が乱立することになるだろうと述べる。古宇田は西洋建築は日本の風土と相容れず、材料も工人の腕前も足りないゆえに、「本来の日本の精神のこめてあるもの」を採用するのがよいと言う。
古宇田はそのための実践として、大江のいうデテールの創出と中村のコンペティション案に賛成し、その形式としては、西洋のそれよりも比較的日本の風土に合う、中国・朝鮮・インドなどの様式も参考としつつ、東洋風の新様式をつくりあげるのがよいのではないかと述べた。

## 第2回討論会
第2回討論会は7月8日に開催された。同会においては司会の辰野、第1回の討論に参加した関野・酒井にくわえ、曽禰達蔵・新家孝正・横河民輔が議論に参加した。
辰野は討論をはじめるにあたり、第1回における各人の論を要約し、それらの議論は以下の2つに大別できるとした。
第一

現時の建築様式は我國の趣味に適合したるものに非らず將來東西の様式が調和し我趣味嗜好に適したるものが出来なくてはならぬ如斯調和して出現したるものが我國建築様式である云々
三橋、關野、伊東、佐野、中村、大江、岡田、古宇田諸氏の説是なり
第二
將來の建築様式を論する必要なし現今建築の洋式が乃ち、我様式である之れか進歩發達を研究せは足る云々

長野、岡本、松井、酒井諸氏の説是なり—辰野金吾

### 討論

#### 関野貞
関野は「一説には日本式を土台として他の様式を加味し、もう一説には西洋式でも日本式でもない、国民の時代思潮に適する新様式を案出する」という辰野の要約が、自説とはやや異なるとし、「これまでの日本建築に現れたところの趣味を土台とし、人類が建設したところの全ての様式を十分参考にして、現代日本国民の精神を十分表したところの新様式を建設する」というのが自らの本意であると述べた。

#### 酒井祐之助
酒井は、辰野の自説に対する「松井説に賛成のごとく了解されるもその要領を得るに苦しむ」という見解について、自分はどちらかといえば関野説に賛成する立場であり、さまざまな教義の宗教がどれもその目的を同一点に帰着させるのと同様、建築の理想的様式というのも一点に定まるものであり、その一点を目指せばどのような立場からであっても、おのずから理想の様式を見出すことが出来るであろうという意見であると述べた。また、そのための実践としては、「アーキテクチャルコンポジション」を主眼としておのおのが研究に努力し、ときおり学会において図案の展覧会を企画し、国民の意見を乞うのがよいと提案した。

#### 曽禰達蔵
曽禰は各人の説を要約したのち、「かく諸君の説を列べていって、それならば自分はどれに賛成するか、どれに反対であるかど云ふと、私はこう思ふのです。諸君の説はいずれも大層な差は無いのである」と述べた。ゆえに、曽禰は各々の考えるベストをつくしさえすれば、20世紀中には日本趣味を体現する建築がうまれるであろうと論じた。

#### 新家孝正
新家は自らの洋行の記録について概略を紹介したのち、「私は未だ研究不行届でありますから、一概にことにあたって賛否を申すことはできせぬけれども、要するに諸君が将来の様式に開して熱心論議せらるは誠に敬服のほかはありません」と、議題そのものについては判断を保留した。また、将来の建築様式については、サラセニック式を加味した東洋式が好ましく、新様式の創出は今後20年程度で成功させたいと述べた。

#### 横河民輔
横河は、「様式というような種類のものは是非どうなければならぬという理屈は無いものと私は信じている」と、議題そのものの撤回を主張した。横河は、長野の意見に同調しながら、日本の建築は世界の潮流にそのまま従うのがよいと述べ、みだりに新しい建築様式を考えることは現在の建築界の混沌とした状況をさらに混沌とさせるものであり、仮におこなうとしても十分な研究が不可欠なものであると述べた。
また、横河は「最も早く世界的になった日本はアジアのなかにおいて最も強い国になっている」「現に皆さんは純然たる洋服を着ている……決して我が国の今までの服装、それらの歴史のあるものは少しもつけていない、それでも皆さんは日本人たることを失わない」と、日本独自の様式をつくりあげることに大きな意味はないと論じた。

#### 辰野金吾
司会の辰野は、横河の指摘は自らの本意を得たものではなく、「我が国将来の建築様式は如何なるものか」というのが自らの意図に近いと述べた。辰野は、「①建築様式は自然にうまれるもので、人為的につくりだせるものではない」「②我が国の将来の建築様式は様式と和式が調和して生まれるものであろう」「③様式が自然にうまれるものであるとはいっても、建築家は自らの計画をなるべく多く公表し、様式成立をうながす義務がある」という3つの論点から自説を論じた。

## 影響

### 国会議事堂

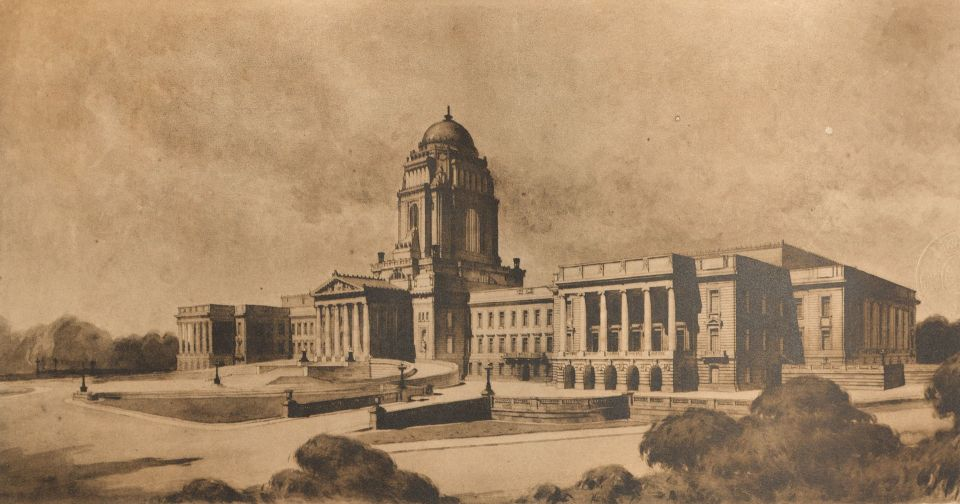
渡邊福三案。コンペ優勝作品

妻木の意向もあり、議院建築準備委員会はコンペティション案を否決する。しかし、議事堂建設の推進役であった桂太郎内閣の退陣や財政上の理由などにより、新議事堂造営計画そのものが頓挫し、次に計画が立ち上がるのは大正期のこととなる。建築学会の強い声に押される形で、1917年 (大正6年）に発足した大蔵省の議院建築調査会は、意匠設計を、様式を限定せず、日本人のみを対象とするコンペティションにより定めることを決定する。要項は1918年（大正7年）に発表され、118の案が集まり、20案が1次当選、4案が2次当選をはたした。しかし、大熊喜邦いわくそこに「既往の形式から超越したようなものはほとんどない」有様であり、中村鎮は「時代錯誤の模倣的名建築が選ばれた」とコンペの結果を批判した。
1等に選ばれたのは宮内庁技師の渡邊福三による案であったが、造営にあたりこの意匠には大きく手が加えられた。本議事堂は1920年（大正9年）に着工するも、1923年（大正12年）の関東大震災発生とそれにともなう大蔵省全焼が影響し、竣工までには1936年（昭和11年）と17年の年月を要した。竣工当時すでに国会議事堂は時流から遅れたデザインとなっており、コンペティションは国民の新様式を求めるためのものという意味ではまったく失敗した。

### 大阪市公会堂

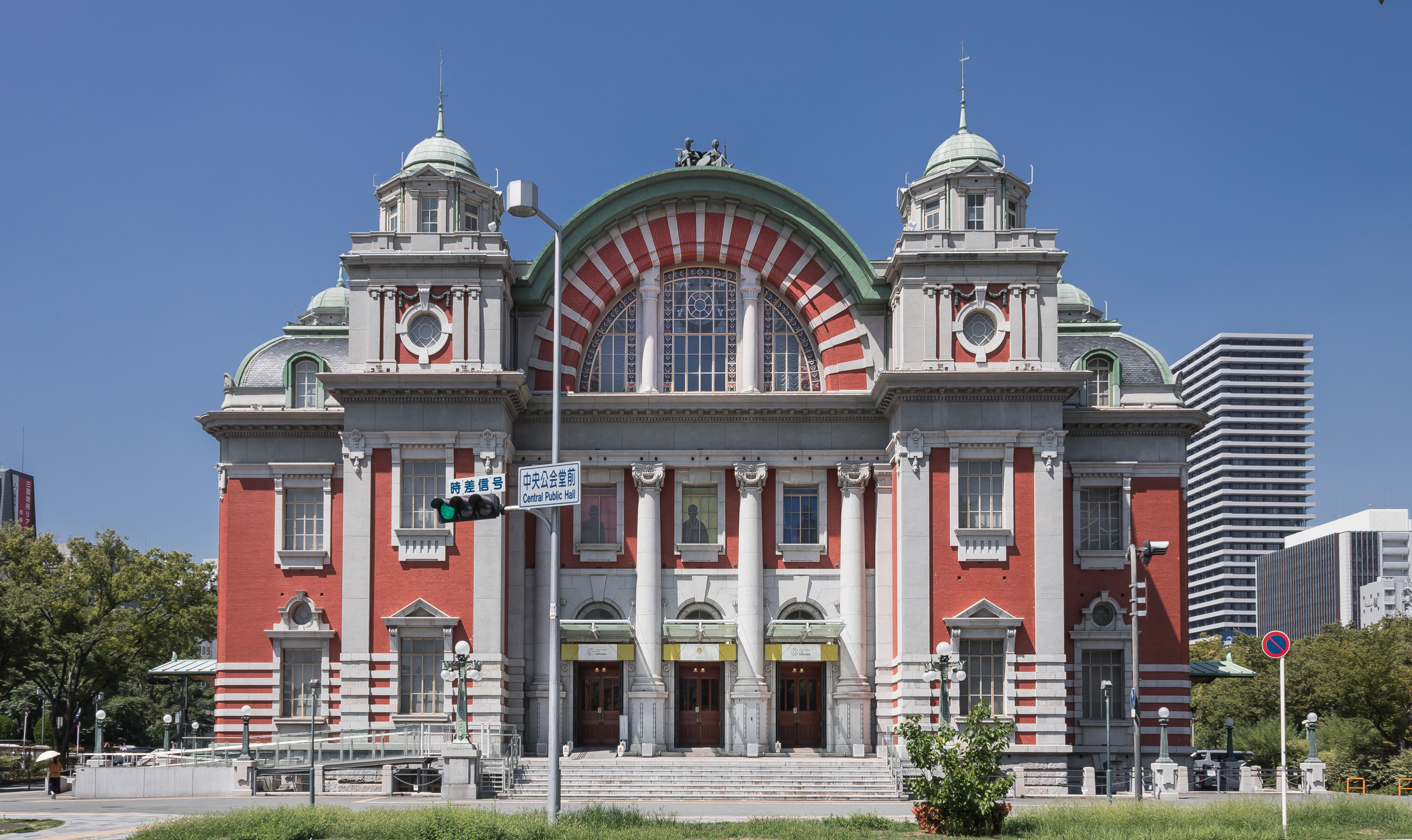
大阪市公会堂

討論会の2年後にあたる1912年（明治45年）に開催された大阪市公会堂のコンペティションでは、辰野が審査を主導し、討論に参加した伊東・大江・岡田・長野・古宇田を含む、17人の建築家が設計を指名された。このコンペティションは議院建築コンペティションの請願運動および、様式論争の影響を受けて開催されたものであり、参加者の図案には当時の彼らの意見がある程度反映されている。
西洋直写式を唱えた長野案は古典様式に則った壮大なもので、辰野は「東洋的島国根性を以てしては、到底成し能はざる設計である」と評価した。また、進化主義を唱えた伊東案はストゥーパや葱花アーチ、蟇股など、東洋的意匠をあしらったものであったが、辰野はこれに「とにかく不消化の状態で、こなれていないように思う」と否定的評価を下した。新様式案に賛同した大江はエジプト式の柱頭に組物を載せ、ドーム上に相輪や鴟尾をあしらう意匠設計をおこなうも、これについても辰野は「日本式を充分消化し得たる様な感覚が起らない」と論じた。おなじく新様式案に賛同した古宇田の案は、西洋的な平面構造をとりながら、細部を伝統的な木組みの意匠で埋め尽くすもので、辰野はこれを「日本式を比較的よく消化し、よく応用した」と評価しつつも採光の問題を指摘した。同じく新様式案に賛同した岡田案は、中央に大きなアーチを構えるセセッション風の意匠を設計し、辰野はこれを公会堂に採用した。しかし、実際の設計ではこの案は辰野により改造され、ネオ・ルネッサンス式と辰野式が加え入れられた。

### その後の国民的様式の模索
様式論争がそれぞれの立場を明確にしたことも影響し、和洋折衷主義的な建築は、その後も作り続けられた。たとえば大江は明治神宮宝物殿（1921年・大正10年）で校倉造風の鉄筋コンクリート造建築を造営しているほか、伊東は震災記念堂（1930年・昭和5年）で、身廊と側廊からなるキリスト教会風の平面構造を有する寺院建築を建立している。また、伊東は築地本願寺（1934年・昭和9年）などで、インド風の意匠を取り入れている。ほかに、高橋貞太郎は、オーダーの柱頭飾を組物に置き換えた、日本橋高島屋（1933年・昭和8年）を建設した。
国会議事堂コンペに参加した下田菊太郎は、洋風建築の上に和風建築を重ねる「帝冠様式」を発案した。下田は一次審査で落選したのちも、2度に渡り議院建築設計変更の請願書と自らの建築設計案を提出するも、退けられた。しかしこの建築は一般に理解しやすく、戦時の雰囲気にも適合していたため、昭和初期の公共建築において流行した。渡辺仁の愛知県庁舎（1938年・昭和13年）などがその一例である。

### 評価
「我国将来の建築様式を如何にすべきや」討論会は辰野の言うよう「意見発表会」の域を出ず、建築学会としての統一見解を出すことも出来なかった。しかし、同討論は日本のコンペティションの歴史と密接に結びつくものであり、近代日本建築史においては、当時の建築思潮を知る上で重要な意義がある出来事であったとみなされている。
藤岡洋保はこの論争について、「西洋の建築様式を一通りマスターできたという自負がある一方で、西洋には所詮追いつけないのではないかという醒めた自覚も生まれてきた」当時の建築界が、先が見通せない焦燥感にかられておこなったものであると総括している。また、五十嵐太郎も、様式建築がすでに時代遅れな存在となりつつあり、建築界が新しいモダニズムに移行しつつあったこの時期において、この議論は「どの道を選ぼうとも、すぐに賞味期限切れとなる、正解のない討論会だった」と論じる。
一方で、藤森照信は、ただ西洋を模倣するのみにとどまっていた日本の建築家が『建築論』を志向しはじめた時代の象徴的出来事として同討論を扱う。また、日埜直彦はこの討論会の歴史的な意義を、日本における建築論の領域を開く契機となったこと、「日本の様式」というテーマを広く共有させたことの2点に求めている。